# David Wood (kristen apologet)
David Sharpe Wood (født 7. april 1976) er en amerikansk kristen missionær, debattør og youtuber kendt for at kritisere islam. Han er medlem af Society of Christian Philosophers og Evangelical Philosophical Society.

## Tidlige liv og uddannelse
I en video om sin omvendelse til kristendommen siger Wood, at han var ateist i sin ungdom, og at han levede på kant med loven, bl.a. begik han indbrud, og senere, da han var 18, prøvede han endda at myrde sin far med en hammer. Han mente på det tidspunkt at moral udelukkende var samfundsskabte regler, der ingen relevans havde for ham. Efter mordforsøget blev han diagnosticeret med dyssocial personlighedsforstyrrelse og kom ti år i fængsel. Mens han sad dér, mødte han den kristne Randy. Wood udfordrede ofte Randys kristne tro, da han mente, at Randy kun var kristen fordi han var født i et overvejende kristent land, nærmere bestemt USA. Wood begyndte at læse Bibelen for bedre at kunne diskutere med Randy, men det endte med, at han selv blev kristen i 1996, hvorefter han forsonedes med sin far.
I 2000 blev han løsladt. Han kom på College på Old Dominion University, hvor han fik en bachelor. Senere fik han en doktorgrad i religionsfilosofi fra Fordham University. Mens han studerede på Old Dominion University blev han involveret i religiøse diskussioner med sin værelseskammerat, den muslimske Nabeel Qureshi, der prøvede at få ham til at konvertere. Derefter begyndte han at studere Muhammeds liv via de ældste kilder, bl.a. Ibn Ishaqs Sīra Rasūl Allāh og de to mest pålidelige hadithsamlinger, Sahih Al-Bukhari og Sahih Muslim. Derfra konkluderede han, at Koranen og Muhammeds sædvane ikke bare, som Bibelen efter hans opfattelse, beskrev voldelige begivenheder i fortiden, men nærmere opfordrede til vold. Dette var også medvirkende til, at han begyndte at arbejde som kristen apologet, hvilket også Nabeel senere gjorde.
Den 16. januar 2021 lavede han en livestream med Per Holbo fra Danmark.